# Retuspia validicornis
Retuspia validicornis är en insektsart som beskrevs av Sjöstedt 1921. Retuspia validicornis ingår i släktet Retuspia och familjen gräshoppor. Inga underarter finns listade i Catalogue of Life.